# Jackie Robinson
Jack Roosevelt Robinson (Cairo, Georgia; 31 de enero de 1919-Stamford, Connecticut; 24 de octubre de 1972) fue un beisbolista profesional estadounidense conocido por romper la barrera racial de la era moderna de las Grandes Ligas de Béisbol (MLB). Jugó la mayor parte de su carrera profesional para los Brooklyn Dodgers. Además de su destacada carrera como jugador, realizó una firme actividad política y comunitaria por la igualdad de derechos y la lucha contra la discriminación.
Era hermano de Matthew Robinson, medalla de plata en los 200 metros lisos en los Juegos Olímpicos de Berlín 1936.
Nacido en Cairo (Georgia), Robinson se crio en Pasadena (California). Estudió cuatro deportes en el Pasadena Junior College y en la University of California, Los Angeles, y fue más conocido por el fútbol americano que por el béisbol, convirtiéndose en un jugador universitario estrella del equipo de fútbol americano UCLA Bruins. Tras su carrera universitaria, Robinson fue llamado a filas durante la Segunda Guerra Mundial, pero fue sometido a un consejo de guerra por negarse a sentarse en la parte trasera de un autobús segregado del Ejército, y finalmente fue dado de baja con honores. Posteriormente, fichó por los Kansas City Monarchs de las Ligas Negras, desde donde llamó la atención de Branch Rickey, mánager general de los Brooklyn Dodgers, quien pensó que sería el candidato perfecto para romper la línea de color en las Grandes Ligas de Béisbol.
Durante su carrera de 10 años en la MLB, Robinson ganó el Novato del año de las Grandes Ligas de Béisbol inaugural en 1947, fue Juego de Estrellas de las Grandes Ligas de Béisbol durante seis temporadas consecutivas, desde 1949 hasta 1954, y ganó el Premio al Jugador Más Valioso de las Grandes Ligas de Béisbol en 1949, siendo el primer jugador negro honrado con este galardón. Robinson jugó en seis Series Mundiales y contribuyó a que los Dodgers se proclamaran campeones de las Serie Mundial de 1955. En 1997, las Grandes Ligas de Béisbol retiraron su uniforme nº 42 en todos los equipos de las Grandes Ligas; fue el primer atleta profesional de cualquier deporte en recibir tal honor. La MLB también adoptó una nueva tradición anual, el "Día de Jackie Robinson", por primera vez el 15 de abril de 2004, en el que todos los jugadores de todos los equipos llevan el número 42.
El carácter de Robinson, su uso de la no violencia y su talento desafiaron las bases tradicionales de la segregación que habían marcado entonces muchos otros aspectos de la vida estadounidense. Influyó en la cultura del movimiento por los derechos civiles y contribuyó significativamente a él. Robinson también fue el primer analista negro de televisión en la MLB y el primer vicepresidente negro de una gran empresa estadounidense, Chock full o'Nuts. En la década de 1960, ayudó a fundar el Freedom National Bank, una institución financiera de propiedad afroamericana con sede en Harlem, Nueva York. Tras su muerte en 1972, Robinson recibió a título póstumo la Medalla de Oro del Congreso y la Medalla Presidencial de la Libertad en reconocimiento a sus logros dentro y fuera del terreno de juego.

## Biografía

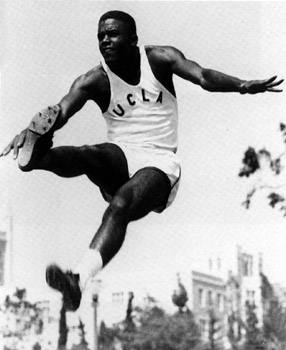
Foto de Jackie Robinson con su uniforme de atletismo ATM

Jackie Roosevelt Robinson nació el 31 de enero de 1919 en Cairo, Georgia. Jackie fue nieto de un esclavo y el más pequeño de seis hijos de un campesino, el cual abandonó a la familia seis meses después de su nacimiento. Creció en Pasadena, California, pues su madre se mudó allí en 1920 para buscar un mejor futuro para sus hijos, aunque debieron convivir con la discriminación. 

### Insituto
En 1935, Robinson se graduó en el Washington Junior High School y se matriculó en el John Muir Technical High School. Reconociendo su talento atlético, los hermanos mayores de Robinson, Frank y Mack (él mismo un consumado atleta de pista y campo y medallista de plata detrás de Jesse Owens en el 200 metros en los Juegos Olímpicos de Berlín 1936 de Berlín) inspiraron a Jackie a perseguir su interés por los deportes.
En Muir Tech, Robinson practicó numerosos deportes a nivel equipo universitario y lettered en cuatro de ellos: fútbol, baloncesto, atletismo y béisbol. Jugó de shortstop y catcher en el equipo de béisbol, de quarterback en el equipo de fútbol americano y de guard en el equipo de baloncesto. Con el equipo de atletismo, ganó premios en salto de longitud. También fue miembro del equipo de tenis.
En 1936, Robinson ganó el campeonato individual masculino junior en el torneo anual Pacific Coast Negro Tennis Tournament y se ganó un puesto en el equipo de estrellas del torneo anual de béisbol de Pomona, que incluía a los futuros Salón de famosos Ted Williams y Bob Lemon. A finales de enero de 1937, el periódico Pasadena Star-News informaba de que Robinson "durante dos años ha sido el atleta más destacado de Muir, destacando en fútbol, baloncesto, atletismo, béisbol y tenis".

### Universidad
Después de Muir, Robinson asistió al Pasadena Junior College (PJC), donde continuó su carrera atlética participando en baloncesto, fútbol americano, béisbol y atletismo. En el equipo de fútbol americano, jugó de quarterback y safety. Fue campocorto y bateador inicial en el equipo de béisbol, y batió el récord de salto de longitud de una universidad estadounidense junior, que estaba en posesión de su hermano Mack, con un salto de 25 pies. 6 1⁄2 pulg. el 7 de mayo de 1938. Al igual que en el instituto Muir, la mayoría de los compañeros de equipo de Jackie eran blancos. Mientras jugaba al fútbol en el PJC, Robinson sufrió una fractura de tobillo, cuyas complicaciones acabarían retrasando su situación de despliegue mientras estaba en el ejército. En 1938, fue elegido miembro del equipo de béisbol del Southland Junior College y elegido Jugador Más Valioso de la región.
Ese año, Robinson fue una de los 10 estudiantes nombrados para la Orden del Mástil y la Daga (Omicron Mu Delta) de la escuela, otorgada a los estudiantes que realizan "un servicio sobresaliente a la escuela y cuyo historial académico y ciudadano es digno de reconocimiento. " También durante su estancia en el PJC, fue elegido miembro de los Lanceros, una organización policial dirigida por estudiantes responsable de patrullar diversas actividades escolares.
Un incidente en el PJC ilustró la impaciencia de Robinson con las figuras de autoridad que percibía como racista-un rasgo de carácter que resurgiría repetidamente en su vida. El 25 de enero de 1938, fue arrestado tras protestar por la detención de un amigo negro por parte de la policía. Robinson recibió una sentencia suspendida de dos años, pero el incidente -junto con otros enfrentamientos rumoreados entre Robinson y la policía- le dio a Robinson una reputación de combatividad frente al antagonismo racial.  Durante su estancia en el PJC, un predicador (el reverendo Karl Downs) le motivó para asistir a la iglesia con regularidad, y Downs se convirtió en confidente de Robinson, un cristiano.  Hacia el final de su permanencia en el PJC, Frank Robinson (a quien Robinson se sentía más cercano entre sus tres hermanos) murió en un accidente de motocicleta. El suceso motivó a Jackie a proseguir su carrera deportiva en la cercana Universidad de California, Los Ángeles (UCLA), donde podía permanecer más cerca de la familia de Frank.. Despuntó nada menos que en cuatro disciplinas deportivas: (atletismo, baloncesto, fútbol americano y béisbol); de hecho, fue el primer atleta en la historia de esa institución en conseguir este logro.

## Carrera militar
Entró a las fuerzas armadas en la Segunda Guerra Mundial, y consiguió el grado de segundo teniente. Su estadía en el ejército tuvo un momento desagradable debido a que, en cierta ocasión, resistió a sentarse en la parte trasera de un bus, como en esa época debían hacer las personas negras, a pesar de recibir una orden por parte de sus superiores. Fue llevado ante una corte marcial, pero se le absolvió de los cargos. Según su abogado no había fundamentos legales para dar esas órdenes. A pesar de todo, abandonó el ejército con honores.

## Carrera como jugador

### Ligas negras
Para 1945 jugaba en la Negro League para los Kansas City Monarchs en el campocorto. En ese tiempo, en las Grandes Ligas, el comisionado Happy Chandler, a diferencia de su antecesor, permitía a los jugadores afroamericanos incorporarse a las Mayores.

### Ligas menores
La ocasión fue aprovechada por Branch Rickey, mandatario de los Dodgers, quien se acercó a Robinson para contratarlo. Rickey, sin embargo, advertía a Robinson que debía controlar sus pasiones y temperamento para soportar el ambiente hostil que encontraría al ingresar a la gran carpa; todo un desafío para alguien que poseía un temperamento impulsivo. Robinson debutó en el equipo Montreal Royals, filial de los Dodgers, en el que consiguió un promedio de .349, 40 bases robadas y el título de la Little World Series.

### MLB

#### Brooklyn Dodgers (1947–1956)
El 15 de abril de 1947 se convirtió en una fecha de gran expectación por el debut de Jackie Robinson en las Grandes Ligas, pues era el día en que la barrera de la segregación sería superada. Aunque no anotó ningún hit, consiguió la carrera ganadora.
Lo que vendría después fue lo que colmó la paciencia de Jackie. Según la revista deportiva Sports Illustrated, Robinson sería objeto de epítetos racistas en lo que restaría de la temporada: recibía cartas con amenazas de muerte, lanzadores que tiraban la bola hacia su cabeza y piernas; y receptores escupiendo en sus zapatos. Además, soportó un intento de rebelión de algunos de sus compañeros, una amenaza de huelga por parte de los St. Louis Cardinals y gatos negros tirados al campo. A pesar de la presión, mantuvo el control. Por soportar todos los vejámenes con silencio se ganó poco a poco el respeto de sus compañeros y finalmente, de sus contrincantes. Coronó la temporada con el premio al Novato del Año.
Ya para 1949 las cosas habían cambiado, pues era animado por sus compañeros, umpires y rivales. Sin embargo, cuando alegaba ante lo que parecía una decisión injusta, aún era considerado un "negro arrogante". Esa temporada logró ser elegido como Jugador Más Valioso con un promedio de bateo de .342, 37 robos, 124 RBI y 122 carreras.
En el terreno de juego Robinson resaltaba por su ímpetu, su bailoteo en las bases para desesperar al pitcher y su capacidad para ganar la atención del público. Entre sus marcas más importantes se encuentra la de haberse robado 19 veces el home. Además, fue muy importante para que los Dodgers llegaran a seis Series Mundiales, de las diez temporadas en que fue parte de la institución, y asistió en seis ocasiones al Juego de Estrellas. Al final de su carrera logró un promedio de bateo de .311. En diciembre de 1956 se trasladó a los New York Giants pero un mes después anunció su retiro.

## Vida y muerte después del béisbol
Posteriormente a su retiro, Robinson destacó como un luchador contra la segregación racial en su faceta de empresario y figura política; también se encargó de proyectos para mejorar la vivienda de los negros, y se relacionó con personalidades como Martin Luther King, así como con los presidentes estadounidenses Dwight David Eisenhower, John Fitzgerald Kennedy y Richard M. Nixon. En la Serie Mundial de 1972 apareció nuevamente frente al público, enfermo de diabetes y casi ciego. Murió días después, el 24 de octubre de 1972. Para conmemorar los cincuenta años de su ingreso a las Grandes Ligas, en el año 1997 se le rindió homenaje retirando el número de su uniforme (42) de manera definitiva. De hecho, toda la temporada fue dedicada a su memoria.

## Premios y reconocimientos
Aunque el número de Robinson ha sido retirado en toda la liga, el lanzador panameño Mariano Rivera lo siguió llevando en su jersey hasta retirarse debido a la "regla de abuelo" (del inglés "grandfather rule"), permitiendo que lo mantuviera pues lo tenía antes de ser retirado.
Asimismo trabajó con iglesias y organizaciones sociales. Después de su muerte, su esposa fundó la Jackie Robinson Foundation, la cual otorga becas escolares con el objetivo de ayudar a la juventud necesitada para concederles educación y hacer de ellos ciudadanos útiles.
En una ocasión, Robinson comentó a un periodista deportivo de Nueva Orleans: "No pretendemos nada especial. Solo pretendemos que nos permitan vivir como viven ustedes, como nuestra Constitución lo demanda".
En 2013 se estrenó la película 42, la cual narra la vida de Jackie Robinson, con Chadwick Boseman en el papel principal, Harrison Ford como Branch Rickey (quien lo contrató), Christopher Meloni como Leo Durocher (mánager), Lucas Black como "Pee Wee" Reese, T.R. Knight como Harold Parrot y John C. McGinley como Red Barber. La cinta muestra las vicisitudes que tuvo que soportar por ser negro.
El día 15 de abril ha sido declarado en Estados Unidos el "Jackie Robinson Day", en el que las Grandes Ligas de Béisbol y, especialmente, Los Angeles Dodgers, homenajean al primer negro en jugar en las ligas mayores de béisbol de Estados Unidos.